# Гекконовые лягушки

Гекконовые лягушки (лат. Centrolene) — род бесхвостых земноводных из семейства стеклянных лягушек. Обитают во влажных лесах вдоль Анд от Колумбии и Венесуэлы до Перу, а также в Береговой Кордильере Венесуэлы и Гвиане.

## Классификация
На февраль 2023 года в род включают 24 вида:
- Centrolene altitudinale (Rivero, 1968) — Венесуэльская стеклянная лягушка
- Centrolene antioquiense (Noble, 1920) — Колумбийская стеклянная лягушка
- Centrolene ballux (Duellman & Burrowes, 1989)
- Centrolene buckleyi (Boulenger, 1882) — Горная стеклянная лягушка
- Centrolene charapita Twomey, Delia & Castroviejo-Fisher, 2014
- Centrolene condor Cisneros-Heredia & Morales-Mite, 2008
- Centrolene daidaleum (Ruiz-Carranza & Lynch, 1991)
- Centrolene geckoideum Jiménez de la Espada, 1872 — Гекконовая лягушка
- Centrolene heloderma (Duellman, 1981) — Белобугорчатая стеклянная лягушка
- Centrolene hesperium (Cadle & McDiarmid, 1990)
- Centrolene huilense Ruiz-Carranza & Lynch, 1995
- Centrolene hybrida Ruiz-Carranza & Lynch, 1991
- Centrolene lemniscata Duellman & Schulte, 1993
- Centrolene lynchi (Duellman, 1980) — Стеклянная лягушка Линча
- Centrolene muelleri Duellman & Schulte, 1993
- Centrolene notostictum Ruiz-Carranza & Lynch, 1991
- Centrolene paezorum Ruiz-Carranza at al., 1986
- Centrolene peristictum (Lynch & Duellman, 1973) — Экваториальная стеклянная лягушка
- Centrolene pipilatum (Lynch & Duellman, 1973) — Пискливая стеклянная лягушка
- Centrolene sabini Catenazzi at al., 2012
- Centrolene sanchezi Ruiz-Carranza & Lynch, 1991
- Centrolene savagei (Ruiz-Carranza & Lynch, 1991)
- Centrolene solitaria (Ruiz-Carranza & Lynch, 1991)
- Centrolene venezuelense (Rivero, 1968)

## Галерея

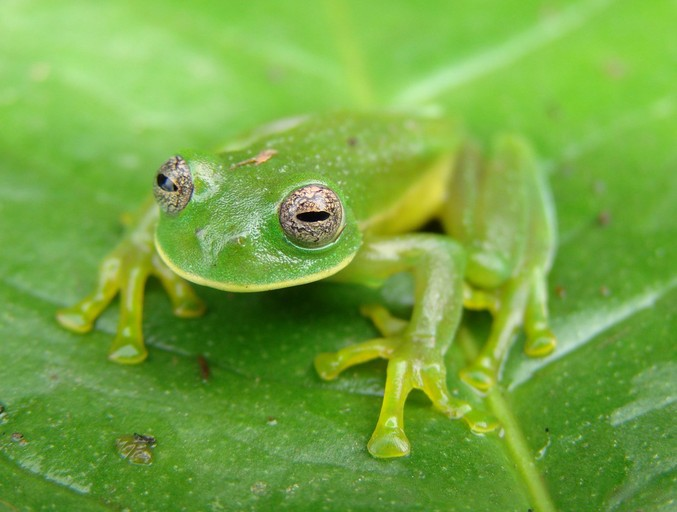
Горная стеклянная лягушка
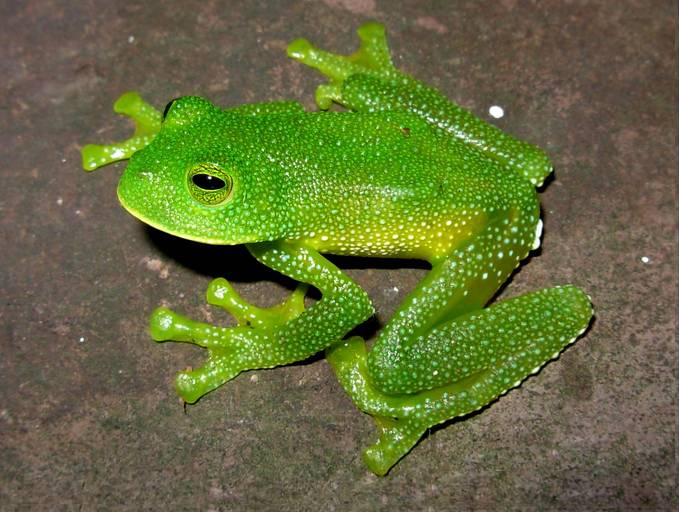
Centrolene paezorum
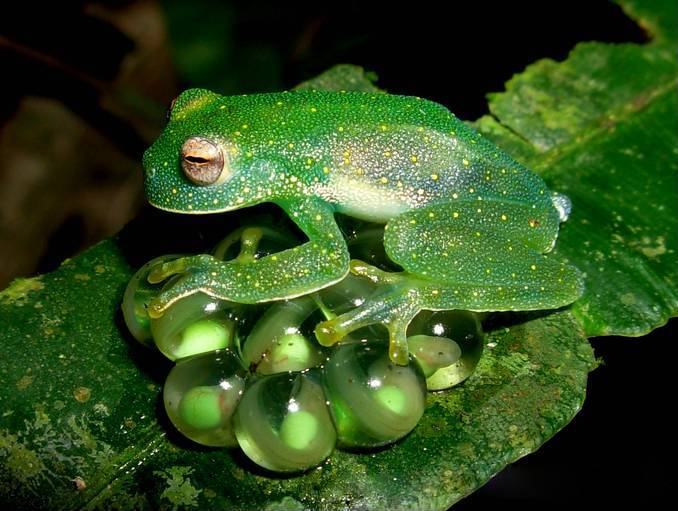
Centrolene savagei